# 歐陽鐘遠洋樓
歐陽鐘遠洋樓是一座位於中華民國金門縣金城鎮歐厝聚落的建築，由於新加坡、馬來西亞經商致富的歐陽鐘遠僑匯興建，1918年完工，為民國後金門第一幢獨棟洋樓，由於當時歐厝聚落並沒有如此豪華的洋樓，所以該建築又被稱為「歐厝大樓」。於2015年2月26日登錄為金門縣歷史建築。

## 沿革
該洋樓的建造者為歐陽鐘遠，該者因在新加坡和馬來西亞經商致富。1916年，經匯款返回故鄉後，歐陽鐘遠隨後委託親屬歐陽鐘唐聘請福建工匠建造洋樓。工程歷經兩年後於1918年完工。，然而根據其親族說法，該建築原為歐陽鍾應興建，但歐陽鐘遠後發跡，於建築左、後方地興建三棟毗連雙落大厝，歐厝大樓也就冠上了他的名號。
1945年，歐厝大樓成為私立金獅小學的臨時授課地點。並在1948年於此處發行僑刊《獅聲座談》，然而歸因戰爭因素，在隔年則被迫暫時停刊。隨著國軍進駐金門地區，金獅國小改制為「公立歐厝國民學校」，並在1951年再次更名為沙鷗國校。待1957年與金山中心國校合併後。歐厝大樓逐漸轉變用途成為順天商店。
2008年，洋樓的使用權轉交給了金門國家公園管理處，並經過修復工程後轉型為販賣店，提供咖啡、甜點等茶飲休憩服務。
歐陽鐘遠洋樓為兩層樓五腳基洋樓，其屋頂為雙坡式，不同於一般的五腳基洋樓，洋樓外廊位於建築背立面位置。正立面使用了大量的花崗石，頂部設有西式人字山頭，屋頂則採用傳統的紅瓦，女兒牆則以花瓶欄杆牆作為裝飾。背立面的磚柱則由煙炙磚砌築而成。立面窗戶開口呈圓弧形，下方裝飾泥塑。室內窗戶則使用傳統的木框玻璃窗，並在中間設有鑄鐵窗。外窗則以石框作為邊框。，正立面上的人字山牆裝飾著「獅子銜寶劍」和「雙面旗」。
室內特徵方面，洋樓結構最初採用硬山擱檁式承重牆系統和簡易鋼筋混凝土系統搭建，屋頂採用傳統閩南式構造（九架樑），前後的雙坡屋頂則使用傳統磚坪屋頂。一樓和二樓之間的結樓板結構採用較密集的木樑，平面布局中央為一廳，兩側房間為佈局，二樓現存木屏堵裝飾彩繪，中央橫楣上寫著「金玉滿堂」，屏堵正中央開有圓窗，周圍雕刻有花草植物和蝙蝠等圖案。

## 外部連結
- 歐陽鐘遠洋樓 - 金門觀光旅遊網 （页面存档备份，存于）